# 楽器分類別一覧
- 周波数 > 音 > 音楽 > 楽器 > 楽器分類別一覧

楽器分類別一覧（がっきぶんるいべついちらん）は、分類別の楽器の一覧。
派生楽器は派生元楽器と同じ種に配置。五十音順の楽器一覧はCategory:楽器を参照のこと。

## 弦楽器
弦楽器は次のように分類できる。

### 擦弦楽器

#### ヴァイオリン属
- ヴァイオリン
  - フィドル（ケルト音楽に於けるヴァイオリン）
- ヴィオラ
- チェロ
- コントラバス（ヴィオール属にも分類される）

##### ヴァイオリン属の古楽器
- バロック・ヴァイオリン
- 中世フィドル
- レベック
- ヴィオラ・ダ・ブラッチョ
- ヴィオロンチェロ・ダ・スパッラ

#### ヴィオール属（古楽器）
- ヴィオラ・ダ・ガンバ
- ヴィオラ・ダモーレ
- ヴィオラ・ダ・ブラッチョ
- ヴィオラ・ピッコロ
- ヴィオローネ

#### 胡弓
- 胡弓 (こきゅう : 内地の胡弓)
  - 四絃胡弓
- 胡弓 (くーちょー : 沖縄の胡弓)
- 大胡弓
- 玲琴

#### 胡琴
- ソー・ドゥアン
- ソー・ウー
- 二胡
- 高胡
- 京胡
- 中胡
- 板胡
- 墜琴
- 提琴
- 四胡

#### その他
- 馬頭琴
- 奚琴（ヘグム）
  - 小奚琴
- 牙箏（アジェン）

### 撥弦楽器

#### マンドリン
- マンドリン
- マンドラ
- マンドチェロ

#### チター属
- チャケー
- 和琴
- 箏（こと、そう）
  - 十七絃
- 琴（こと）
- ツィター
- オートハープ
- カーヌーン
- カンテレ
- トンコリ
- コムンゴ
- カヤグム
- ヤトガ
- 古筝
- 瑟

#### ギター
- クラシック・ギター
- フラメンコギター
- フォークギター
- エレアコ
- エレクトリック・ギター
- スティール・ギター
- テナーギター
- バリトン・ギター
- ダブルネック・ギター

#### ハープ（竪琴）
- ハープ
- アイリッシュ・ハープ
- ヘルマンハープ

#### その他
- チェンバロ（ハープシコード、クラブサン）
- ウクレレ
- リュート
- ブズーキ
- リラ（ライアー）
- 三弦
- 琵琶　
  - 楽琵琶
  - 平家琵琶
  - 盲僧琵琶
  - 薩摩琵琶
  - 四絃筑前琵琶
  - 五弦筑前琵琶
- 三味線
  - 三線（蛇皮線）
  - 一五一会
  - ゴッタン
- サウン・ガウ
- シタール（セタール）
- バラライカ
- ドムラ
- ウード
- ダン・バウ

### 打弦楽器デュゲングッタ

#### チター属
- 揚琴
- ツィンバロム
- ハックブレット
- ハンマー・ダルシマー
- サントゥール
- ツィンバリー
- ピアノ

### その他の弦楽器
- ヴィオリラ

## 管楽器
リード (楽器)の違いにより、管楽器は次のように分類できる。
- シングルリード・ダブルリード・エアーリード管楽器を「木管楽器」と総称する。
- リップリード管楽器を「金管楽器」と総称する。

### 単簧（シングルリード）管楽器

#### クラリネット
- クラリネット
- 小クラリネット（E♭クラリネット など）
- アルトクラリネット
- バスクラリネット
- コントラアルトクラリネット
- コントラバスクラリネット
- バセットホルン

#### サクソフォーン
- ソプラニッシモサクソフォーン（ソプリーロサクソフォーン、ピッコロサクソフォーンともいう）
- ソプラニーノサクソフォーン
- ソプラノサクソフォーン
- アルトサクソフォーン
- cメロディーサクソフォーン
- テナーサクソフォーン
- バリトンサクソフォーン
- バスサクソフォーン
- コントラバスサクソフォーン
- サブコントラバスサクソフォーン

#### その他
- ケーン
- ヴェノーヴァ
- 笙
- ザフーン

### 複簧（ダブルリード）管楽器

#### オーボエ
- オーボエ・ミュゼット
- オーボエ
- イングリッシュホルン（コーラングレ）
- オーボエ・ダモーレ
- バスオーボエ
- ヘッケルフォン
- コーラングレ

#### ファゴット
- ファゴット（バスーン）
- コントラファゴット（ダブル・バスーン）

#### その他
- 管子（中国）
- チャルメラ
- ドゥドゥク（アルメニア）
- サリュソフォーン
- バラバン（アゼルバイジャン、イラン）
- 篳篥（）
- ピリ（韓国）

### 無簧（エアリード）管楽器

#### side blown (edge blown)　いわゆる横笛
- ピッコロ
- フルート
- アルトフルート
- バスフルート
- コントラバスフルート
- 神楽笛
- 龍笛（竜笛）
- 高麗笛（狛笛）
- 能管
- 篠笛
- バーンスリー

#### end blown　いわゆる縦笛

##### ダクトのあるものリコーダーなど
- クルイ
- クライネソプラニーノ(ガークライン)・リコーダー
- ソプラニーノ・リコーダー
- シックス・フルート(6度フルートとも。D管ソプラノ・リコーダー)
- ティン・ホイッスル
- ソプラノ・リコーダー
- アルト・リコーダー
- ヴォイス・フルート(D管テナー・リコーダー)
- テナー・リコーダー
- バス・リコーダー
- グレートバス・リコーダー
- コントラバス・リコーダー
- サブコントラバス・リコーダー
- サブサブコントラバス・リコーダー

##### ダクトのないもの
- ナーイ
- スリン
- 尺八
- 一節切
- 天吹
- zh:簫
- ケーナ
- zh:籥　閉管、複管

#### その他
- オカリナ
- ホイッスル
- 口笛

### 唇簧（リップリード）管楽器
金管楽器の一覧も参照。

#### トロンバ（円筒管）
- トランペット
  - ナチュラルトランペット
  - アイーダトランペット
  - バス・トランペット
  - スライド・トランペット
- トロンボーン
  - ソプラノ・トロンボーン
  - バストロンボーン
  - コントラバス・トロンボーン
  - バルブトロンボーン
    - チンバッソ

#### ホルン
- フレンチ・ホルン
- ワグナーチューバ

#### ビューグル（円錐管、前向き朝顔）
次の楽器がビューグルの仲間である。
- コルネット
  - ソプラノコルネット
- フリューゲルホルン

#### サクソルン（円錐管、上向き朝顔）
次の楽器がサクソルンの仲間である。
- テナーホルン（アルトホルン）
- バリトンホルン
- バス
- ユーフォニアム
- チューバ
- スーザフォン

#### 古楽器
- セルパン
- オフィクレイド
- コルネット（ツィンク）

### 多管楽器・ポリリード・その他

#### オルガン
オルガンの仲間
- パイプオルガン
- リードオルガン
- ハモンド・オルガン
- ハーモニカ（ブルース・ハープ、マウス・オルガン）
  - 鍵盤ハーモニカ
- アコーディオン
  - バンドネオン
  - バヤン（ロシアのボタン式大型アコーディオン）
  - ガルモーニ（バヤンの前身であるロシアのボタン式アコーディオン）

#### バグパイプ
バグパイプの仲間
- ハイランド・パイプ
- イーリアン・パイプス

#### その他
- 笙
- パンパイプ（ナイ、サンポーニャ）
- 角笛

## 打楽器・その他
打楽器は次のように分類できる。

### 体鳴楽器

#### 木製
- カスタネット
- クラベス
- 拍子木
- ギロ
- ウッドブロック
- 木魚
- 木柾
- テンプル・ブロック
- ルーテ
- ウィップ（鞭）
- アサラト
- カホン
- ジェンベ

#### 金属製
- コーン・ウォン・レク
- コーン・ウォン・ヤイ
- 音叉
- サンダーマシーン
- シンバル
  - チン (楽器)
  - クラッシュシンバル（サイドシンバル）
  - スプラッシュ
  - ハイハット
  - ライド（トップシンバル）
  - チャイニーズシンバル（チャイナシンバル）
- スティールドラム
- リボンクラッシャー
- チャイム
- トライアングル
- フレクサトーン
- ベル（曖昧さ回避ページ）
  - 鈴
  - スレイベル（そりの鈴）
  - アゴゴベル
  - カウベル
  - チューブラーベル（チャイム）
  - ハンドベル
  - 鐘
  - 梵鐘
  - 鈴（りん）
  - 摺鉦（すりがね）
  - ターキッシュ・クレセント（英語版）(チャガーナ、チェヴギャーン)
- タムタム（銅鑼）
- 鉦鼓
- ウィンドチャイム
- 金床（アンヴィル）
- ベルツリー
- ハンドパン

#### 粒状の物を中に入れるか外に付けて振る
- シェイカー：以下の楽器の総称としても使われる。
- マラカス
- シェケレ
- カバサ
- カシシ
- アサラト

#### そのほか
- キハーダ
- ヴィブラスラップ
- クリスタルボウル
  - アルケミークリスタルボウル

#### 鍵盤打楽器

##### 木製
- ラナート・エク
- ラナート・トゥム
- 木琴
- シロフォン
- マリンバ
- シロリンバ
- パッタラー（竹製。ミャンマーの民族楽器）
- バラフォン（ヒョウタン製。ブルキナファソの民族楽器）

##### 金属製
- 鉄琴
- カリヨン
- グロッケンシュピール
- クロテイル
- ヴィブラフォン
- クラビネット
- ミュージックボックス
- チャイム
- チューバフォン

##### その他の材質
- リソフォン(石)
- アルモニカ(ガラス)
- グラス・ハープ(ガラス)

#### 人体
- ハンドクラップ
- フィンガースナップ
- ボイスパーカッション
- ボディパーカッション

### 膜鳴楽器
膜をたたく楽器で、すなわち太鼓である。
- ティンパニ
- ドラム（セット）
  - トレーニングドラム（トレーニングパッド、プラクティスパッド）en:Practice_pad
  - スネアドラム（小太鼓）
  - バスドラム（大太鼓）
- タム
  - ロート・タム（ロート・トム）
  - メロディックタム
  - フロアタム
- フレームドラム
  - タンバリン（タンブリン）
  - タール
  - カンジーラ
  - ダフ
  - バウロン
  - パーランクー 
  - タンブレロ
  - リック（レク）
  - ドイラ
  - パンデイロ
- ティンバレス
- コンガ
- ボンゴ
- スルド
- クイーカ
- ジャンベ
- トーキングドラム
- タブラ
- チャンゴ
- ザブンバ
- 鼓
  - 小鼓
  - 大鼓
  - 鞨鼓
- 和太鼓
  - 長胴太鼓
  - 宮太鼓
  - 締太鼓
  - 桶胴太鼓
  - 団扇太鼓
  - でんでん太鼓
- ハピドラム

### 気鳴楽器
気鳴楽器は本来管楽器に含まれるべきであるが、打楽器奏者によって演奏されるために便宜上打楽器に分類されるものがある。
- サンバホイッスル
- スライドホイッスル

### 特殊楽器
楽器として著名な物、および著名な作曲家が指示した物のみ羅列している。
- ハンマー
- ウィンドマシーン
- 大砲 - チャイコフスキー『1812年』においてクライマックスで使用
- 線路 - 適当な長さの線路をたたくがアンヴィル（金床）の代用なので、手に入るのであれば金床のほうがよい
- タイプライター - ルロイ・アンダーソン『タイプライター』
- 紙やすり - ルロイ・アンダーソン『紙やすりのバレエ（英語版）』
- ヘリコプター

## 鍵盤楽器
鍵盤楽器は、一般的に鍵盤を手で操作して発声させると外見的特長は共通するが、発音原理から見ると打弦、撥弦、気鳴、共鳴、電子的なものまで多様である。
- ピアノ
  - ホンキートンクピアノ
  - エレクトリックピアノ（電子ピアノ）
  - キーボード
- チェンバロ（ハープシコード、クラブサン）
- クラビネット
- オルガン
  - パイプオルガン
  - リードオルガン
  - エレクトーン
- 鍵盤ハーモニカ
- アコーディオン
- キーボード
- シンセサイザー
- オンド・マルトノ

## 電子楽器
- テルミン
- オンド・マルトノ
- シンセサイザー
  - アナログシンセサイザー
  - ギターシンセサイザー
  - ウインドシンセサイザー
  - シンセベース
  - シンセサイザータム
  - 音源モジュール（トーン・ジェネレータ）
- エレクトーン
- リズムマシン
- ターンテーブル
- ケロミン
- オタマトーン
- オムニコード

## 電気楽器
- エレクトリックギター
  - エレクトリックベース
- キーボード
  - エレクトリックピアノ（電子ピアノ）
- エレクトリック・ヴァイオリン(電子ヴァイオリン)

## 和楽器
- 和琴
- 箏
- 琴
  - 十七絃
- 胡弓
- 琵琶
- 三味線
  - 三線（蛇皮線）
- 横笛
  - 神楽笛
  - 龍笛（竜笛）
  - 高麗笛（狛笛）
  - 能管
  - 篠笛
- 笙
- 篳篥
- 尺八
  - 一節切
  - 天吹
- 笏拍子
- 鉦鼓
- 鼓
  - 鞨鼓
  - 小鼓
  - 大鼓
- 和太鼓
  - 大太鼓
  - 小太鼓
  - 締太鼓
- 鳴物

## 民族楽器
西洋・日本以外の民族楽器
- モリンホール
- 二胡
- 高胡
- ウクレレ
- ウケケ
- サウン・ガウ
- シタール（セタール）
- バンスリ
- バラライカ
- ウード
- ケーナ
- パンパイプ（ナイ、サンポーニャ）
- チャランゴ
- バグパイプ(バッグパイプ)
- ディジュリドゥ
- ティンバレ
- コンガ
- ボンゴ
- アゴゴ
- カウベル
- ギロ
- クラベス
- マラカス
- カバサ
- ブブゼラ
- クリスタルボウル
- イリイリ
- イプヘケオレ(イプフラ、イプオレ)
- イプヘケ(イプヘキ)
- ウリウリ
- ウォータードラム
- エスラジ

## その他の楽器
特殊な分類が可能な楽器。
- アルモニカ
- グラス・ハーモニカ